# فيلق الجيش إس إس الثاني عشر
فيلق الجيش إس إس الثاني عشر فيلقًا ألمانيًا تابعا لفافن إس إس. وشهد الخدمة على كل من الجبهتين الغربية والشرقية خلال الحرب العالمية الثانية فيلق الجيش إس إس الثاني عشر كان وحدة عسكرية ألمانية في قوات إس إس (التي كانت جزءًا من الحزب النازي) خلال الحرب هذا الفيلق كان يعرف أيضًا باسم "فيلق الجيش إس إس الثاني عشر - هتلر يوث" (بالألمانية: 12. SS-Panzer-Division "Hitlerjugend")، وقد تأسس في عام 1943.

### بعض التفاصيل عن الفيلق:
- الاسم الكامل: 12. SS-Panzer-Division "Hitlerjugend".
- التاريخ: تم تشكيل الفيلق في عام 1943 من عناصر من منظمة الشبيبة النازية "هتلر يوث" (الشباب الهتلري)، والتي كانت منظمة شبه عسكرية تضم الشباب الألمان.
- القتال: شارك الفيلق في عدة معارك رئيسية، بما في ذلك معركة نورماندي (عام 1944) حيث كان أحد الوحدات النازية التي دافعت عن الجبهة الغربية ضد الحلفاء.
- السمعة: كان الفيلق معروفًا بتكوين معظم أفراده من الشباب الذين جندوا في "هتلر يوث"، ولذلك كان معروفًا بالوحشية في القتال.

في معركة نورماندي، على سبيل المثال، كان هذا الفيلق قد خضع لتدريبات قاسية وشارك في معارك ضد القوات الحليفة في محاولة لوقف تقدمهم في فرنسا.

## تشكيل - تكوين
تم تشكيله في 1 أغسطس 1944 في سيليزيا من بقايا Kampfgruppe von Gottberg و LIII فيلق الجيش الثالث، وأضيف إلى جيش الدبابات الثالث. من سبتمبر 1944، قاتل في الغرب كجزء من جيش المظليين الأول. في وقت لاحق قاتل تحت الجيش الخامس عشر على خخط سيغفريد وجبهة الرور. تم تطويق الفيلق وتدميره في جيب الرور في أبريل 1945.

## القادة
- 1 أغسطس 1944 : أوبر غروبن فوهرر und General der Waffen-SS Matthias Kleinheisterkamp
- 6 أغسطس 1944 : إس إس-أوبر غروبن فوهرر und General der Waffen-إس إسCurt von Gottberg
- 18 أكتوبر 1944 : إس إس-أوبر غروبن فوهرر und General der لفافن إس إس Karl Maria Demelhuber
- 20 أكتوبر 1944 : جنرال المشاة غونتر بلومنتريت
- 20 يناير 1945 : جينيرال لوتنانت فريتز بايرلين
- 29 يناير 1945 : جينيرال لوتنانت إدوارد كراسيمان

## مصدر
- مواقد رولف: Die gepanzerten und motorisierten deutschen Großverbände 1935–1945. إد. Dörfler im Nebel-Verlag، Eggolsheim 2003، (ردمك 3-89555-102-3)